# Bob-Weltcup 2000/01
Der Bob-Weltcup 2000/01 begann für die Frauen am 1. Dezember 2000 im deutschen Winterberg und für die Männer am 2. Dezember 2000 im deutschen  Altenberg. Die Frauen beendeten die Weltcupsaison nach vier Stationen am 18. Februar 2001 in Park City. Die Männer trugen bis zum 11. März 2001 insgesamt sieben Weltcuprennen aus.
Der Höhepunkt der Saison waren die noch getrennt stattfindenden Bob-Weltmeisterschaften. Die Frauen ermittelten am 8. und 9. Februar im kanadischen Calgary auf der dortigen Olympiabobbahn ihre Weltmeisterin, die Männer kämpften bereits vom 27. Januar bis zum 4. Februar im schweizerischen St. Moritz auf der dortigen Natureisbahn um Weltmeisterehren.

## Einzelergebnisse der Weltcupsaison 2000/01

### Weltcupkalender der Frauenwettbewerbe
Der WM-Austragungsort Calgary sprang für Lillehammer ein, wo 2 geplante Weltcups wegen Geldmangels abgesagt werden mussten.
| #  | Datum             | Land               | Ort            | Wettkampfstätte                         | Anmerkung |
| -- | ----------------- | ------------------ | -------------- | --------------------------------------- | --------- |
| 1  | 1. Dezember 2000  | Deutschland        | Winterberg     | Veltins-Eisarena                        |           |
| 2  | 2. Dezember 2000  | Deutschland        | Winterberg     | Veltins-Eisarena                        |           |
| 3  | 8. Dezember 2000  | Österreich         | Innsbruck-Igls | Olympia Eiskanal Innsbruck-Igls         |           |
| 4  | 10. Dezember 2000 | Österreich         | Innsbruck-Igls | Olympia Eiskanal Innsbruck-Igls         |           |
| 5  | 2. Februar 2001   | Kanada             | Calgary        | Calgary’s WinSport Bobsleigh/Luge Track |           |
| WM | 9. Februar 2001   | Kanada             | Calgary        | Calgary’s WinSport Bobsleigh/Luge Track |           |
| 6  | 16. Februar 2001  | Vereinigte Staaten | Park City      | Utah Olympic Park Track                 |           |
| 7  | 17. Februar 2001  | Vereinigte Staaten | Park City      | Utah Olympic Park Track                 |           |

### Weltcupergebnisse der Frauenwettbewerbe
| 1. Weltcup in Winterberg, 1. Dezember 2000 | 1. Weltcup in Winterberg, 1. Dezember 2000 | 1. Weltcup in Winterberg, 1. Dezember 2000 | 1. Weltcup in Winterberg, 1. Dezember 2000 | 1. Weltcup in Winterberg, 1. Dezember 2000 |
| ------------------------------------------ | ------------------------------------------ | ------------------------------------------ | ------------------------------------------ | ------------------------------------------ |
| Disziplin                                  | Erster Platz                               | Zweiter Platz                              | Dritter Platz                              |                                            |
| Zweierbob                                  | Jean Racine Jennifer Davidson              | Sandra Prokoff Daniela Clobes              | Françoise Burdet Katherina Sutter          |                                            |

| 2. Weltcup in Winterberg, 2. Dezember 2000 | 2. Weltcup in Winterberg, 2. Dezember 2000 | 2. Weltcup in Winterberg, 2. Dezember 2000 | 2. Weltcup in Winterberg, 2. Dezember 2000 | 2. Weltcup in Winterberg, 2. Dezember 2000 |
| ------------------------------------------ | ------------------------------------------ | ------------------------------------------ | ------------------------------------------ | ------------------------------------------ |
| Disziplin                                  | Erster Platz                               | Zweiter Platz                              | Dritter Platz                              |                                            |
| Zweierbob                                  | Jean Racine Jennifer Davidson              | Françoise Burdet Katherina Sutter          | Sandra Prokoff Daniela Clobes              |                                            |

| 3. Weltcup in Igls, 8. Dezember 2000 | 3. Weltcup in Igls, 8. Dezember 2000 | 3. Weltcup in Igls, 8. Dezember 2000 | 3. Weltcup in Igls, 8. Dezember 2000 | 3. Weltcup in Igls, 8. Dezember 2000 |
| ------------------------------------ | ------------------------------------ | ------------------------------------ | ------------------------------------ | ------------------------------------ |
| Disziplin                            | Erster Platz                         | Zweiter Platz                        | Dritter Platz                        |                                      |
| Zweierbob                            | Jean Racine Jennifer Davidson        | Sandra Prokoff Kerstin Jürgens       | Christina Smith Kathleen Salikin     |                                      |

| 4. Weltcup in Igls, 10. Dezember 2000 | 4. Weltcup in Igls, 10. Dezember 2000 | 4. Weltcup in Igls, 10. Dezember 2000 | 4. Weltcup in Igls, 10. Dezember 2000 | 4. Weltcup in Igls, 10. Dezember 2000 |
| ------------------------------------- | ------------------------------------- | ------------------------------------- | ------------------------------------- | ------------------------------------- |
| Disziplin                             | Erster Platz                          | Zweiter Platz                         | Dritter Platz                         |                                       |
| Zweierbob                             | Jean Racine Jennifer Davidson         | Sandra Prokoff Kerstin Jürgens        | Bonny Warner Vonetta Flowers          |                                       |

| 5. Weltcup in Calgary, 2. Februar 2001 | 5. Weltcup in Calgary, 2. Februar 2001 | 5. Weltcup in Calgary, 2. Februar 2001 | 5. Weltcup in Calgary, 2. Februar 2001 | 5. Weltcup in Calgary, 2. Februar 2001 |
| -------------------------------------- | -------------------------------------- | -------------------------------------- | -------------------------------------- | -------------------------------------- |
| Disziplin                              | Erster Platz                           | Zweiter Platz                          | Dritter Platz                          |                                        |
| Zweierbob                              | Jean Racine Jennifer Davidson          | Bonny Warner Vonetta Flowers           | Susi Erdmann Birgit Brodbeck           |                                        |

| Weltmeisterschaften in Calgary, 9. Februar 2001 | Weltmeisterschaften in Calgary, 9. Februar 2001 | Weltmeisterschaften in Calgary, 9. Februar 2001 | Weltmeisterschaften in Calgary, 9. Februar 2001 | Weltmeisterschaften in Calgary, 9. Februar 2001 |
| ----------------------------------------------- | ----------------------------------------------- | ----------------------------------------------- | ----------------------------------------------- | ----------------------------------------------- |
| Disziplin                                       | Erster Platz                                    | Zweiter Platz                                   | Dritter Platz                                   |                                                 |
| Zweierbob                                       | Francoise Burdet Katharina Sutter               | Jean Racine Jennifer Davidson                   | Susi Erdmann Tanja Hess                         |                                                 |

| 6. Weltcup in Park City, 16. Februar 2001 | 6. Weltcup in Park City, 16. Februar 2001 | 6. Weltcup in Park City, 16. Februar 2001 | 6. Weltcup in Park City, 16. Februar 2001 | 6. Weltcup in Park City, 16. Februar 2001 |
| ----------------------------------------- | ----------------------------------------- | ----------------------------------------- | ----------------------------------------- | ----------------------------------------- |
| Disziplin                                 | Erster Platz                              | Zweiter Platz                             | Dritter Platz                             |                                           |
| Zweierbob                                 | Sandra Prokoff Ulrike Holzner             | Bonny Warner Vonetta Flowers              | Jean Racine Jennifer Davidson             |                                           |

| 7. Weltcup in Park City, 17. Februar 2001 | 7. Weltcup in Park City, 17. Februar 2001 | 7. Weltcup in Park City, 17. Februar 2001 | 7. Weltcup in Park City, 17. Februar 2001 | 7. Weltcup in Park City, 17. Februar 2001 |
| ----------------------------------------- | ----------------------------------------- | ----------------------------------------- | ----------------------------------------- | ----------------------------------------- |
| Disziplin                                 | Erster Platz                              | Zweiter Platz                             | Dritter Platz                             |                                           |
| Zweierbob                                 | Jean Racine Jennifer Davidson             | Bonny Warner Vonetta Flowers              | Jill Bakken McGihon                       |                                           |

### Weltcupkalender der Männerwettbewerbe
| #  | Datum                        | Land               | Ort               | Wettkampfstätte                         | Anmerkung            |
| -- | ---------------------------- | ------------------ | ----------------- | --------------------------------------- | -------------------- |
| 1  | 2.–3. Dezember 2000          | Deutschland        | Altenberg         | Rennschlitten- und Bobbahn Altenberg    |                      |
| 2  | 9.–10. Dezember 2000         | Österreich         | Innsbruck-Igls    | Olympia Eiskanal Innsbruck-Igls         |                      |
| 3  | 16.–17. Dezember 2000        | Italien            | Cortina d’Ampezzo | Pista olimpica Eugenio Monti            |                      |
| 4  | 20.–21. Januar 2001          | Deutschland        | Königssee         | Kunsteisbahn Königssee                  | gleichzeitig EM 2001 |
| WM | 27. Januar – 3. Februar 2001 | Schweiz            | St. Moritz        | Olympia Bob Run St. Moritz–Celerina     |                      |
| 5  | 17.–18. Februar 2001         | Kanada             | Calgary           | Calgary’s WinSport Bobsleigh/Luge Track |                      |
| 6  | 24.–25. Februar 2001         | Vereinigte Staaten | Park City         | Utah Olympic Park Track                 |                      |
| 7  | 10.–11. März 2001            | Vereinigte Staaten | Lake Placid       | Olympia-Bobbahn Mount Van Hoevenberg    |                      |

### Weltcupergebnisse der Männerwettbewerbe
| 1. Weltcup in Altenberg, 2. Dezember – 3. Dezember 2000 | 1. Weltcup in Altenberg, 2. Dezember – 3. Dezember 2000             | 1. Weltcup in Altenberg, 2. Dezember – 3. Dezember 2000        | 1. Weltcup in Altenberg, 2. Dezember – 3. Dezember 2000              | 1. Weltcup in Altenberg, 2. Dezember – 3. Dezember 2000 |
| ------------------------------------------------------- | ------------------------------------------------------------------- | -------------------------------------------------------------- | -------------------------------------------------------------------- | ------------------------------------------------------- |
| Disziplin                                               | Erster Platz                                                        | Zweiter Platz                                                  | Dritter Platz                                                        |                                                         |
| Zweierbob                                               | René Spies Franz Sagmeister                                         | André Lange René Hoppe                                         | Martin Annen Beat Hefti                                              |                                                         |
| Viererbob                                               | DeutschlandMatthias Benesch Torsten Voss Udo Lehmann Stefan Barucha | DeutschlandAndré Lange Lars Behrendt René Hoppe Carsten Embach | ÖsterreichWolfgang Stampfer Erwin Arnold Michael Müller Klaus Seelos |                                                         |

| 2. Weltcup in Igls, 9. Dezember – 10. Dezember 2000 | 2. Weltcup in Igls, 9. Dezember – 10. Dezember 2000                   | 2. Weltcup in Igls, 9. Dezember – 10. Dezember 2000              | 2. Weltcup in Igls, 9. Dezember – 10. Dezember 2000            | 2. Weltcup in Igls, 9. Dezember – 10. Dezember 2000 |
| --------------------------------------------------- | --------------------------------------------------------------------- | ---------------------------------------------------------------- | -------------------------------------------------------------- | --------------------------------------------------- |
| Disziplin                                           | Erster Platz                                                          | Zweiter Platz                                                    | Dritter Platz                                                  |                                                     |
| Zweierbob                                           | Martin Annen Beat Hefti                                               | Christoph Langen Marco Jakobs                                    | René Spies Franz Sagmeister                                    |                                                     |
| Viererbob                                           | DeutschlandChristoph Langen Sven Peter Marco Jakobs Alexander Metzger | SchweizMartin Annen Daniel Schmid Jürg Schaufelberger Beat Hefti | DeutschlandAndré Lange Lars Behrendt René Hoppe Stefan Barucha |                                                     |

| 3. Weltcup in Cortina d’Ampezzo, 16. Dezember 2000 – 17. Dezember 2000 | 3. Weltcup in Cortina d’Ampezzo, 16. Dezember 2000 – 17. Dezember 2000 | 3. Weltcup in Cortina d’Ampezzo, 16. Dezember 2000 – 17. Dezember 2000 | 3. Weltcup in Cortina d’Ampezzo, 16. Dezember 2000 – 17. Dezember 2000   | 3. Weltcup in Cortina d’Ampezzo, 16. Dezember 2000 – 17. Dezember 2000 |
| ---------------------------------------------------------------------- | ---------------------------------------------------------------------- | ---------------------------------------------------------------------- | ------------------------------------------------------------------------ | ---------------------------------------------------------------------- |
| Disziplin                                                              | Erster Platz                                                           | Zweiter Platz                                                          | Dritter Platz                                                            |                                                                        |
| Zweierbob                                                              | Martin Annen Beat Hefti                                                | André Lange Kevin Kuske                                                | René Spies Franz Sagmeister                                              |                                                                        |
| Viererbob                                                              | DeutschlandAndré Lange Lars Behrendt René Hoppe Alexander Metzger      | LettlandSandis Prūsis Mārcis Rullis Matīss Zacmanis Jānis Ozols        | DeutschlandMatthias Benesch Thomas Halamoda Mirko Pätzold Stefan Barucha |                                                                        |

| 4. Weltcup und Europameisterschaften in Königssee, 20. Januar 2001 – 21. Januar 2001 | 4. Weltcup und Europameisterschaften in Königssee, 20. Januar 2001 – 21. Januar 2001 | 4. Weltcup und Europameisterschaften in Königssee, 20. Januar 2001 – 21. Januar 2001 | 4. Weltcup und Europameisterschaften in Königssee, 20. Januar 2001 – 21. Januar 2001 | 4. Weltcup und Europameisterschaften in Königssee, 20. Januar 2001 – 21. Januar 2001 |
| ------------------------------------------------------------------------------------ | ------------------------------------------------------------------------------------ | ------------------------------------------------------------------------------------ | ------------------------------------------------------------------------------------ | ------------------------------------------------------------------------------------ |
| Disziplin                                                                            | Erster Platz                                                                         | Zweiter Platz                                                                        | Dritter Platz                                                                        |                                                                                      |
| Zweierbob                                                                            | Christoph Langen Markus Zimmermann                                                   | Christian Reich Steve Anderhub                                                       | René Spies Franz Sagmeister                                                          |                                                                                      |
| Viererbob                                                                            | DeutschlandMatthias Benesch Torsten Voss Udo Lehmann Alexander Szelig                | DeutschlandChristoph Langen Markus Zimmermann Sven Peter Alexander Metzger           | DeutschlandAndré Lange Lars Behrendt René Hoppe Carsten Embach                       |                                                                                      |

| Weltmeisterschaften in St. Moritz , 27. Januar 2001 – 3. Februar 2001 | Weltmeisterschaften in St. Moritz , 27. Januar 2001 – 3. Februar 2001      | Weltmeisterschaften in St. Moritz , 27. Januar 2001 – 3. Februar 2001 | Weltmeisterschaften in St. Moritz , 27. Januar 2001 – 3. Februar 2001 | Weltmeisterschaften in St. Moritz , 27. Januar 2001 – 3. Februar 2001 |
| --------------------------------------------------------------------- | -------------------------------------------------------------------------- | --------------------------------------------------------------------- | --------------------------------------------------------------------- | --------------------------------------------------------------------- |
| Disziplin                                                             | Erster Platz                                                               | Zweiter Platz                                                         | Dritter Platz                                                         |                                                                       |
| Zweierbob                                                             | Christoph Langen Marco Jakobs                                              | Reto Götschi Cédric Grand                                             | Martin Annen Beat Hefti                                               |                                                                       |
| Viererbob                                                             | DeutschlandChristoph Langen Markus Zimmermann Sven Peter Alexander Metzger | DeutschlandAndré Lange Lars Behrendt René Hoppe Carsten Embach        | SchweizChristian Reich Steve Anderhub Urs Aeberhard Domenic Keller    |                                                                       |

| 5. Weltcup in Calgary, 17. Februar 2001 – 18. Februar 2001 | 5. Weltcup in Calgary, 17. Februar 2001 – 18. Februar 2001     | 5. Weltcup in Calgary, 17. Februar 2001 – 18. Februar 2001    | 5. Weltcup in Calgary, 17. Februar 2001 – 18. Februar 2001      | 5. Weltcup in Calgary, 17. Februar 2001 – 18. Februar 2001 |
| ---------------------------------------------------------- | -------------------------------------------------------------- | ------------------------------------------------------------- | --------------------------------------------------------------- | ---------------------------------------------------------- |
| Disziplin                                                  | Erster Platz                                                   | Zweiter Platz                                                 | Dritter Platz                                                   |                                                            |
| Zweierbob                                                  | Martin Annen Beat Hefti                                        | Christian Reich Steve Anderhub                                | Pierre Lueders Ken LeBlanc                                      |                                                            |
| Viererbob                                                  | DeutschlandAndré Lange Lars Behrendt René Hoppe Carsten Embach | SchweizMartin Annen Jakob Frei Beat Hefti Jürg Schaufelberger | LettlandSandis Prūsis Mārcis Rullis Matīss Zacmanis Jānis Ozols |                                                            |

| 6. Weltcup in Park City, 24. Februar 2001 – 25. Februar 2001 | 6. Weltcup in Park City, 24. Februar 2001 – 25. Februar 2001   | 6. Weltcup in Park City, 24. Februar 2001 – 25. Februar 2001       | 6. Weltcup in Park City, 24. Februar 2001 – 25. Februar 2001                                                                               | 6. Weltcup in Park City, 24. Februar 2001 – 25. Februar 2001 |
| ------------------------------------------------------------ | -------------------------------------------------------------- | ------------------------------------------------------------------ | --- | ------------------------------------------------------------ |
| Disziplin                                                    | Erster Platz                                                   | Zweiter Platz                                                      | Dritter Platz |                                                              |
| Zweierbob                                                    | Reto Götschi Cédric Grand Christian Reich Steve Anderhub       |                                                                    | Martin Annen Beat Hefti |                                                              |
| Viererbob                                                    | DeutschlandAndré Lange Lars Behrendt René Hoppe Carsten Embach | SchweizChristian Reich Steve Anderhub Urs Aeberhard Domenic Keller | DeutschlandMatthias Benesch Kevin Kuske Udo Lehmann Alexander Szelig FrankreichBruno Mingeon Éric Le Chanony Christophe Fouquet Max Robert |                                                              |

| 7. Weltcup in Lake Placid, 10. März 2001 – 11. März 2001 | 7. Weltcup in Lake Placid, 10. März 2001 – 11. März 2001              | 7. Weltcup in Lake Placid, 10. März 2001 – 11. März 2001          | 7. Weltcup in Lake Placid, 10. März 2001 – 11. März 2001            | 7. Weltcup in Lake Placid, 10. März 2001 – 11. März 2001 |
| -------------------------------------------------------- | --------------------------------------------------------------------- | ----------------------------------------------------------------- | ------------------------------------------------------------------- | -------------------------------------------------------- |
| Disziplin                                                | Erster Platz                                                          | Zweiter Platz                                                     | Dritter Platz                                                       |                                                          |
| Zweierbob                                                | René Spies Franz Sagmeister                                           | Sandis Prūsis Jānis Ozols                                         | Todd Hays Pavle Jovanovic                                           |                                                          |
| Viererbob                                                | Vereinigte StaatenTodd Hays Pavle Jovanovic Randy Jones Garrett Hines | LettlandSandis Prūsis Māris Rozentāls Matīss Zacmanis Jānis Ozols | RusslandJewgeni Popow Pëtr Makarčuk Sergei Golubew Alexei Andrjunin |                                                          |

## Weltcupstände

### Gesamtstand im Zweierbob der Frauen
| Rang | Bobpilotin         | Land                   | Punkte |
| ---- | ------------------ | ---------------------- | ------ |
| 1.   | Jean Racine        | Vereinigte Staaten     | 245    |
| 2.   | Sandra Prokoff     | Deutschland            | 203    |
| 3.   | Susi Erdmann       | Deutschland            | 203    |
| 3.   | Bonny Warner       | Vereinigte Staaten     | 203    |
| 5.   | Christina Smith    | Kanada                 | 184    |
| 6.   | Françoise Burdet   | Schweiz                | 169    |
| 7.   | Eline Jurg         | Niederlande            | 145    |
| 8.   | Cheryl Done        | Vereinigtes Königreich | 138    |
| 9.   | Jill Bakken        | Vereinigte Staaten     | 135    |
| 10.  | Christine Fraser   | Kanada                 | 130    |
| 11.  | Michelle Coy       | Vereinigtes Königreich | 128    |
| 12.  | Ilse Broeders      | Niederlande            | 125    |
| 13.  | Katrin Dostthaler  | Deutschland            | 107    |
| 14.  | Erika Kovacs       | Rumänien               | 104    |
| 15.  | Karin Olsson       | Schweden               | 094    |
| 16.  | Claudia Bühlmann   | Schweiz                | 091    |
| 17.  | Ildiko Strehli     | Ungarn                 | 090    |
| 18.  | Sarah Monk         | Kanada                 | 084    |
| 19.  | Wiktorija Tokowaja | Russland               | 083    |
| 20.  | Vicky Thrower      | Vereinigtes Königreich | 071    |
| 21.  | Olga Lapchova      | Lettland               | 069    |
| 22.  | Stefanie Möller    | Deutschland            | 051    |

### Gesamtstand im Zweierbob der Männer
| Rang | Bobpilot          | Land               | Punkte |
| ---- | ----------------- | ------------------ | ------ |
| 01.  | Martin Annen      | Schweiz            | 229    |
| 02.  | Rene Spies        | Deutschland        | 218    |
| 03.  | André Lange       | Deutschland        | 206    |
| 04.  | Christian Reich   | Schweiz            | 177    |
| 05.  | Reto Götschi      | Schweiz            | 168    |
| 05.  | Sandis Prūsis     | Lettland           | 168    |
| 07.  | Jewgeni Popow     | Russland           | 159    |
| 08.  | Todd Hays         | Vereinigte Staaten | 150    |
| 09.  | Pierre Lueders    | Kanada             | 148    |
| 10.  | Pavel Puškár      | Tschechien         | 135    |
| 11.  | Fabrizio Tosini   | Italien            | 130    |
| 12.  | Günther Huber     | Italien            | 123    |
| 13.  | Bruno Mingeon     | Frankreich         | 121    |
| 14.  | Michael Dionne    | Vereinigte Staaten | 114    |
| 15.  | Christoph Langen  | Deutschland        | 113    |
| 16.  | Wolfgang Stampfer | Österreich         | 99     |
| 17.  | Arend Glas        | Niederlande        | 76     |
| 18.  | Ivo Danilevic     | Tschechien         | 73     |
| 19.  | Patrice Servelle  | Monaco             | 58     |
| 20.  | Hiroshi Suzuki    | Japan              | 52     |
|      |                   |                    |        |
| 31.  | Matthias Benesch  | Deutschland        | 26     |

### Gesamtstand im Viererbob der Männer
| Rang | Bobpilot          | Land                   | Punkte |
| ---- | ----------------- | ---------------------- | ------ |
| 1.   | André Lange       | Deutschland            | 222    |
| 2.   | Sandis Prūsis     | Lettland               | 197    |
| 3.   | Matthias Benesch  | Deutschland            | 192    |
| 4.   | Todd Hays         | Vereinigte Staaten     | 179    |
| 5.   | Martin Annen      | Schweiz                | 168    |
| 6.   | Christian Reich   | Schweiz                | 164    |
| 7.   | Bruno Mingeon     | Frankreich             | 160    |
| 8.   | Wolfgang Stampfer | Österreich             | 152    |
| 9.   | Jewgeni Popow     | Russland               | 136    |
| 10.  | Gatis Gūts        | Lettland               | 129    |
| 11.  | Christoph Langen  | Deutschland            | 122    |
| 12.  | Michael Dionne    | Vereinigte Staaten     | ?      |
| 13.  | Alexander Subkow  | Russland               | ?      |
| 14.  | Arend Glas        | Niederlande            | ?      |
| 15.  | Fabrizio Tosini   | Italien                | ?      |
| 16.  | Pierre Lueders    | Kanada                 | 97     |
| 17.  | Reto Götschi      | Schweiz                | 86     |
| 18.  | Günther Huber     | Italien                | 86     |
| 19.  | Sean Olsson       | Vereinigtes Königreich | 73     |
| 20.  | Bruno Thomas      | Frankreich             | 66     |
|      |                   |                        |        |
| 26.  | Harald Czudaj     | Deutschland            | 26     |

### Gesamtstand in der Kombination der Männer
| Rang | Bobpilot         | Land               | Punkte |
| ---- | ---------------- | ------------------ | ------ |
| 1.   | André Lange      | Deutschland        | 428    |
| 2.   | Martin Annen     | Schweiz            | 397    |
| 3.   | Sandis Prūsis    | Lettland           | 365    |
| 4.   | Christian Reich  | Schweiz            | 341    |
| 5.   | Todd Hays        | Vereinigte Staaten | 329    |
| 6.   | Jewgeni Popow    | Russland           | 295    |
| 7.   | Bruno Mingeon    | Frankreich         | 281    |
| 8.   | Reto Götschi     | Schweiz            | 254    |
|      |                  |                    |        |
|      |                  |                    |        |
| 15.  | Matthias Benesch | Deutschland        | 192    |
| 19.  | Rene Spies       | Deutschland        | 150    |
| 27.  | Matthias Höpfner | Deutschland        | 086    |
| 40.  | Stefan Drescher  | Deutschland        | 022    |
| 41.  | Ruben Feisthauer | Deutschland        | 018    |